# Aleksandr Samojło
Aleksandr Aleksandrowicz Samojło (ros. Алекса́ндр Алекса́ндрович Самойло, ur. 23 października?/4 listopada 1869 w Moskwie, zm. 8 listopada 1963 tamże) – rosyjski i radziecki dowódca wojskowy, generał porucznik.

## Życiorys
Urodził się w szlacheckiej rodzinie jako syn lekarza wojskowego. Uczył się w moskiewskim gimnazjum, we wrześniu 1895 wstąpił do służby wojskowej, 1982 ukończył Moskiewską Junkierską Szkołą Piechoty w Moskwie, następnie służył w 6 Taurydzkim Pułku Grenadierów, później w Pułku Jekaterynosławskim. Był wolnym słuchaczem Wydziału Historyczno-Filologicznego Uniwersytetu Moskiewskiego, 1898 ukończył Nikołajowską Akademię Sztabu Generalnego i został skierowany do służby przy sztabie 36 Dywizji Piechoty, od grudnia 1898 dowodził kompanią, potem został oficerem sztabowym Kazańskiego Okręgu Wojskowego. Od marca 1901 do października 1902 był starszym adiutantem sztabu 31 Dywizji Piechoty, później oficerem sztabowym Kijowskiego Okręgu Wojskowego, 1903 delegowany w celach wywiadowczych do Austro-Węgier, a 1906 do Niemiec i Anglii. W sierpniu 1909 został oficerem Głównego Zarządu Sztabu Generalnego jako referent oddziału zwiadowczego, po wybuchu I wojny światowej skierowany na front jako sztab-oficer referencji i poruczeń w zarządzie generalnego kwatermistrzostwa Stawki Naczelnego Dowódcy, od września 1915 zastępca generalnego kwatermistrza sztabu armii Frontu Zachodniego, a po rewolucji lutowej generalny kwatermistrz sztabu 10 Armii, szef sztabu tej armii i generalny kwatermistrz armii Frontu Zachodniego. Po rewolucji październikowej przeszedł na stronę bolszewików i jako wojskowy ekspert brał udział w pertraktacjach z niemiecką delegacją w Brześciu 1918, w lutym 1918 wstąpił ochotniczo do Armii Czerwonej i został szefem sztabu Frontu Zachodniego.
Brał udział w wojnie domowej w Rosji jako pomocnik szefa wojenruka Zachodniego Odcinka Ognia Zaporowego, od 10 maja do 11 sierpnia 1918 szef sztabu Białomorskiego Okręgu Wojskowego, w lutym w czerwcu-lipcu 1918 dowodził siłami lądowymi i morskimi rejonu archangielskiego, potem od 11 sierpnia do 11 września 1918 szef sztabu polowego Północno-Wschodniego Odcinka Oddziałów Ognia Zaporowego. Od 11 września do 22 listopada 1918 był szefem sztabu 6 Armii, od 22 listopada 1918 do 2 maja 1919 i ponownie od 26 maja 1919 do 30 marca 1919 dowódcą 6 Armii, a od 2 do 26 maja 1919 dowódcą Frontu Wschodniego. Stanowisko dowódcy Frontu Wschodniego otrzymał po tym, gdy głównodowodzący Armii Czerwonej Jukums Vacietis usunął z niego Siergieja Kamieniewa za brak dyscypliny i niewykonywanie rozkazów. Trzy tygodnie później jednak decyzja ta została cofnięta przez Lenina.
Dowodził siłami czerwonych w walkach z białą armią adm. Kołczaka oraz wojskami Naczelnego Zarządu Obwodu Północnego, na czele których stał gen. Jewgienij Miller. Na froncie północnym brał udział w operacji szenkurskiej, w walkach o linię kolejową Wołogda-Archangielsk. W okresie, gdy dowodził Frontem Wschodnim, prowadził on ogólną kontrofensywę, na którą składały się m.in. operacje bugurusłańska i belebejska. Po odwołaniu z frontu wschodniego Samojło ponownie walczył na północy Rosji i 21 lutego 1920 wkroczył do Archangielska. Od 28 kwietnia do 11 maja 1920 był przydzielony do Sztabu Polowego Rewolucyjnej Rady Wojennej Republiki, od 11 maja do 25 czerwca 1920 pomocnikiem szefa sztabu tej rady, od 25 czerwca 1920 do 16 lutego 1921 p.o. szefa sztabu Wsierogławsztabu, a od 16 lutego 1921 do 15 czerwca 1922 pomocnikiem szefa Sztabu Generalnego Armii Czerwonej. 2 lipca 1922 został szefem Moskiewskiego Okręgowego Zarządu Wyższych Instytucji Edukacyjnych, 1923 był inspektorem Głównego Zarządu Wyższych Uczelni Armii Czerwonej, w 1920 wykładał w Uniwersytecie Moskiewskim, od 1930 w Moskiewskim Instytucie Hydrometeorologicznym, a od 1941 w Wojskowo-Powietrznej Akademii Inżynieryjnej, gdzie w 1943 objął katedrę administracji wojskowej i 24 kwietnia 1943 otrzymał tytuł profesorski. Jednocześnie od 1940 był zastępcą szefa Wydziału Operacyjnego Głównego Zarządu Sił Wojskowo-Powietrznych, w 1944 został członkiem WKP(b), w 1948 zakończył służbę wojskową. Był autorem wspomnień. Został pochowany na Cmentarzu Nowodziewiczym.

## Awanse
- Podporucznik (4 sierpnia 1892)
- Porucznik (5 sierpnia 1895)
- Sztabskapitan (17 maja 1898)
- Kapitan (1 kwietnia 1901)
- Podpułkownik (6 grudnia 1904)
- Pułkownik (6 grudnia 1908)
- Generał major (6 grudnia 1916)
- Kombrig (1935)
- Generał porucznik lotnictwa (1940)

## Odznaczenia
- Order Świętej Anny III klasy (1906)
- Order Świętego Włodzimierza III klasy (1915)
- Order Świętego Włodzimierza IV klasy (6 grudnia 1913)
- Order Świętego Stanisława II klasy (6 grudnia 1911)
- Order Świętego Stanisława III klasy (1903)
- Order Lenina (dwukrotnie)
- Order Czerwonego Sztandaru (czterokrotnie)
- Order Wojny Ojczyźnianej I klasy

I medale ZSRR.